# Chuck Daniel
Chuck Daniel ist ein US-amerikanischer Schauspieler der späten 1960er und der 1970er Jahre.

## Leben
Der Afroamerikaner Daniel debütierte 1968 in einer Nebenrolle im Film Fireball Jungle sowie als Episodendarsteller in jeweils einer Episode der Fernsehserien Die Leute von der Shiloh Ranch, CBS Playhouse und The Name of the Game. Im Folgejahr stellte er in The Name of the Game in einer weiteren Episode einen weiteren Charakter dar und erhielt eine Besetzung im Fernsehfilm D.A.: Murder One. Nach weiteren Nebenrollen, unter anderen 1970 in Airport und Episodenrollen in Fernsehserien wie  Polizeibericht, übernahm er 1973 die titelgebende Hauptrolle des A.J. Fox in dem Filmdrama Fox Style. 1974 war er in dem Agenten-Actionfilm Sadomona – Insel der teuflischen Frauen in der Rolle des Inspector Martell zu sehen. Zuletzt spielte er 1977 in einer Episode der Fernsehserie Hunter mit.

## Filmografie
- 1968: Fireball Jungle
- 1968: Die Leute von der Shiloh Ranch (The Virginian) (Fernsehserie, Episode 7x11)
- 1968: CBS Playhouse (Fernsehserie, Episode 2x02)
- 1968–1969: The Name of the Game (Fernsehserie, 2 Episoden, verschiedene Rollen)
- 1969: D.A.: Murder One (Fernsehfilm)
- 1970: Airport
- 1970: Polizeibericht (Dragnet) (Fernsehserie, 2 Episoden, verschiedene Rollen)
- 1970: San Francisco Airport (Fernsehserie)
- 1972: Visum für die Hölle (Black Gunn)
- 1973: Return to Peyton Place (Fernsehserie)
- 1973: Fox Style
- 1974: Love Story (Fernsehserie)
- 1974: Sadomona – Insel der teuflischen Frauen (Policewomen)
- 1974: Mannix (Fernsehserie, Episode 8x05)
- 1975: Police Story – Immer im Einsatz (Police Story) (Fernsehserie, Episode 2x20)
- 1975: Die Jagd nach dem Malteser Falken (The Black Bird)
- 1977: Hunter (Fernsehserie, Episode 1x01)